# Sphaerorrhiza burchellii
Sphaerorrhiza burchellii là một loài thực vật có hoa trong họ Tai voi. Loài này được (S.M. Phillips) Roalson & Boggan mô tả khoa học đầu tiên năm 2005.